# Soziale Plastik

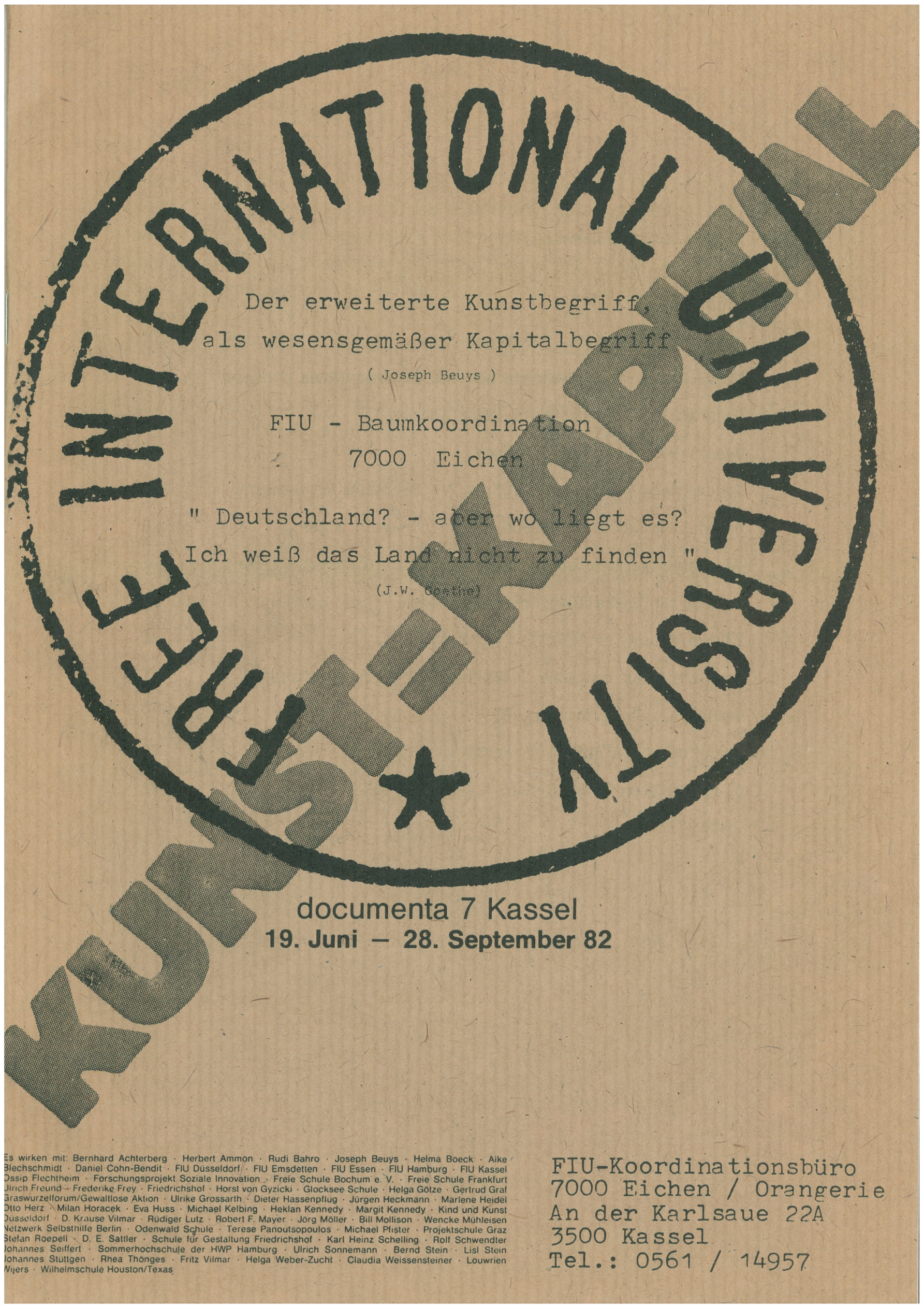
Das Titelblatt des Veranstaltungsprogramms der Free International University von Beuys zur documenta 7

Die Soziale Plastik, auch genannt die soziale Skulptur, ist ein kunsttheoretischer Begriff zur Bezeichnung von Kunst, die den Anspruch verfolgt, auf die Gesellschaft gestaltend einzuwirken. Gesellschaften, Aktionen und Prozesse, in denen Menschen kreativ die Verhältnisse verändern und sie formen, werden ebenfalls so bezeichnet. Auf der Grundlage eines Erweiterten Kunstbegriffs nutzte der deutsche Künstler Joseph Beuys diese Begriffe, um damit seine Vorstellung einer gesellschaftsverändernden Kunst zu erläutern. Im ausdrücklichen Gegensatz zu einem formalästhetisch begründeten Verständnis schließt das von Beuys propagierte Kunstkonzept dasjenige menschliche Handeln mit ein, das auf eine Strukturierung und Formung der Gesellschaft ausgerichtet ist. Damit wird der Kunstbegriff nicht mehr nur auf das materiell fassbare Artefakt beschränkt.

## Definition
Die von der Anthroposophie beeinflusste Theorie der „Sozialen Plastik“ besagt, jeder Mensch könne durch kreatives Handeln zum Wohl der Gemeinschaft beitragen und dadurch plastizierend auf die Gesellschaft einwirken. Aus dieser Vorstellung entstand die viel zitierte These der „Sozialen Plastik“: „Jeder Mensch ist ein Künstler“, die Joseph Beuys erstmals 1967 im Rahmen seiner politischen Aktivitäten äußerte. Im Gegensatz dazu werden im üblichen Sprachgebrauch Menschen als Künstler angesehen, die auf dem Gebiet der bildenden oder der darstellenden Kunst und der Musik kreativ tätig sind. Sie erschaffen Kunstwerke oder stellen Ideen zu deren Schaffung bereit.
Dem stellte Beuys seine Vorstellung gegenüber, dass jeder daran teilnehmen kann, das Leben insbesondere in Politik und Wirtschaft sozial und kreativ zu gestalten. Hierfür richtete er 1972 auf der documenta 5 ein Informationsbüro der Organisation für direkte Demokratie durch Volksabstimmung ein und kandidierte 1979 als Vertreter der Grünen für das Europaparlament. Zuvor rief er die Deutsche Studentenpartei (DSP) sowie die Free International University (FIU) ins Leben, um gesamtgesellschaftliche Veränderungen zu bewirken. Die Free International University gliederte sich später in die Bewegung der Grünen ein. Besondere Fähigkeiten zum Künstler als Erschaffer von Kunstwerken seien in diesem Sinne nicht erforderlich. Beuys ging davon aus, dass die notwendigen Fähigkeiten zur Verwirklichung einer Sozialen Plastik – er sprach hierbei oft von einem „Sozialen Organismus“ – Spiritualität, Offenheit, Kreativität und Phantasie seien, die in jedem Menschen bereits vorhanden sind. Diese Fähigkeiten müssten nur erkannt, ausgebildet und gefördert werden.
Die Grundlage der Idee einer Sozialen Plastik ist der Mensch, der durch Denken und Sprache soziale Strukturen entwickelt. Diese Entwicklung der Gesellschaft verstand Joseph Beuys als einen kontinuierlichen kreativen Prozess. Die Aufgabe der Kunst sei es, dem Menschen diesen Prozess bewusst zu machen. Der Gesamtzusammenhang der Sozialen Plastik erklärt sich aus einem sozialen, also das Allgemeinwohl betreffenden Handeln und dem Begriff Plastik, der ein modellierfähiges und formbares Gebilde benennt, das visuell, haptisch, akustisch und thermisch erfahrbar ist und mit der Wahrnehmung der Gesellschaft gleichzusetzen ist. Im Gegensatz zu einem rein formalästhetischen Kunstbegriff umfasst die Soziale Plastik als ein anthropologischer Kunstbegriff jegliche kreative menschliche Tätigkeit. Mit allem, was der Mensch gestaltet und somit als eine geistige Leistung schöpferisch hervorbringt, gilt der Einzelne als gesellschaftsverändernd aktiv.
Aus dieser Annahme heraus beschränkt sich die Kunst nicht mehr nur auf materielle Artefakte, die in einem Museum oder einer Galerie ausgestellt werden, sondern auf die gesamte Gesellschaft, in welcher in allen Bereichen nach der Forderung von Beuys die Kunst ihren Platz einnehmen muss, um veraltete Lebensformen durch neue zu ersetzen.

## Hintergrund und Bedeutung
Einen großen Einfluss auf Konzeptkunst, Happening und Fluxus hatte Marcel Duchamp. Zweifelsohne rezipierte Joseph Beuys diesen „Inspirator der modernen Kunst“ auch über seine Aktion Das Schweigen von Marcel Duchamp wird überbewertet hinaus, die 1964 in Düsseldorf stattgefunden und in der er Duchamps „Anti-Kunstbegriff“ kritisch zur Disposition gestellt hatte. Duchamp hatte den Alltagsgegenstand zweckentfremdet im Museum eingeführt, Beuys befreite diese Alltagskunst nun aus dem Museum und stellte wiederum Duchamps Ansatz in Frage, der auf tradierten Kunstvorstellungen basierte und verkündete: „Wir werden gemeinsam den sozialen Kunstbegriff entwickeln als ein neugeborenes Kind aus den alten Disziplinen“.
Beuys erweiterte nun den gewohnten physikalischen Aspekt der Kunst um die geistige, nicht greifbare, aber ebenso formbare plastische Komponente. Schließlich führte er ein Wechselspiel der Begrifflichkeiten ein, indem er Polaritäten definierte und Kunst und Anti-Kunst gegenüberstellte, was letztlich zu der einfachen Relation Alles und nichts ist Kunst führte. Als sozial definierte er dabei die Erkenntnis, dass der Mensch ein schöpferisches, die Welt bestimmendes Wesen sei und gemeinschaftlich an diesem sinnlichen Erlebnis teilhaben solle. Er formulierte diese Erkenntnis in dem oft zusammenhangslos und beliebig zitierten Ausspruch: „Jeder Mensch ist ein Künstler“.

## Rezeption und Interpretation
Nach Beuys erhält jeder Mensch mit der Forderung der Sozialen Plastik im weitesten Sinn die innere und individuelle Freiheit, als einzelner innerhalb der Gesellschaft zu handeln; somit sei der Einzelne auch für die gesamte Gesellschaft verantwortlich. Die Soziale Plastik bringe die verschiedenen Bereiche der Gesellschaft und insbesondere die Probleme einer Gesellschaft, wie vor allem die militärische Bedrohung, die ökologische Krise oder die Probleme der Wirtschaft, durch eine kreative Gestaltung und Mitverantwortung in eine inhaltliche Überschneidung, die einen „gesunden“ Austausch ermöglichen könne. Er sah dabei den Gestaltungsbegriff als Möglichkeit, den „sozialen Organismus“ – von ihm auch „Sozial-Leib“ genannt – aus seiner kranken Gestalt in eine gesunde zu überführen.
Hinter der Forderung der Sozialen Plastik steht daher zudem die Hoffnung, dass die Kunst als interdisziplinäre Sprache zwischen Natur und Mensch in Bezug auf die bestehende Umweltproblematik vermitteln kann und somit die Verwirklichung in allen Lebensbereichen der Gesellschaft das Leben auf der Erde zum Positiven verändert. Die Ausweitung des Kunstbegriffs auf die Politik hatte zur Folge, dass Beuys’ künstlerisches Schaffen zugleich mit politischen Wertmaßstäben betrachtet wurde, obwohl Beuys nicht vordergründig politische Wirkung erreichen wollte. Die Universalisierung des Kunstbegriffs bedingte jedoch gleichermaßen das Politische.
„Jeder Mensch ist ein Künstler“ verneinte nicht spezielle Begabungen, wie etwa in der Malerei, und stellte keine Anweisung an Jedermann dar, auch im klassischen Sinn künstlerisch tätig zu werden. Beuys behauptet vielmehr, dass beispielsweise die Gesellschaft, eine Demokratie ebenso als Kunstwerk betrachtet werden kann, zu dessen Gelingen vor allem individuelle Spiritualität, Offenheit, Kreativität und Phantasie notwendig sind, Einstellungen also, die eigentlich eher der Künstler gegenüber seinen Sujets hegt. Diese Eigenschaften und Fähigkeiten sprach er jedem Menschen zu. Er wandte sich damit gegen eine formalisierte, erstarrende Rollenverteilung in einer spezialisierten Gesellschaft, die der Kunst nur eine Nische zuweisen will, oder wie es die taz schließlich auf den essayistischen Punkt brachte: „So wollte es der erweiterte Kunstbegriff: Raus aus der Nische, 7.000 Eichen pflanzen und Honig in die Politik pumpen!“

## Forschung und Lehre
An der Alanus Hochschule in Bonn kann der Studiengang „Kunst im Dialog“ belegt werden, der mit einem Kunstprojekt der sozialen Plastik abgeschlossen werden kann. 
An der Oxford Brookes University existiert eine Social Sculpture Research Unit (SSRU), an der es die Möglichkeit gibt, den Master-Studiengang Soziale Plastik zu belegen und zu diesem Themenbereich zu promovieren. Mitbegründet wurde diese Forschungseinrichtung von der Beuys-Schülerin Shelley Sacks.

## Umsetzung
In vielen Konzepten, beispielsweise der Solidarischen Landwirtschaft, werden Ideen der Sozialen Plastik umgesetzt. Konkrete Projekte sind meist biologisch-dynamische Landwirtschaftsbetriebe vorwiegend in den USA, Deutschland und Brasilien oder soziale Einrichtungen wie das Sozialprojekt für Favelabewohner in Sao Paulo Associação Comunitária Monte Azul.
Die Social Sculpture Corporation (SSC), Düsseldorf vergab 2019 und 2021 einen SSC Award und zeichnet Personen oder Projekte aus, die sich mit der Sozialen Plastik auseinandersetzen. Preisträger 2019 waren Johannes Stüttgen sowie das Projekt Utopia Stadt, Wuppertal. 2021 wurden Konstantin Adamopoulos sowie vier Projekte aus Düsseldorf und Zürich ausgezeichnet.